# Ka‘ak
Le kâak ou plus correctement ka‘ak (arabe : كعك), littéralement « gâteau » en arabe classique, est un terme qui peut désigner plusieurs pâtisseries maghrébines et orientales sous forme d'anneaux.

## Variétés du Maghreb

### Variétés algériennes
- Kâak l'khmira[2], couronne briochée fabriquée dans l'ouest
- Kaak el aaqda, gâteau originaire de Koléa
- Kaâk bouchkara, anneau brioché originaire d'Alger
- Kâak m'saker, biscuit circulaire glacé, originaire de l'est
- Kaâk nekkache, gâteau décoré à la pince et farci de pâte de dattes[2], originaire de Béjaïa
- Kâak Tlemcen, biscuit parfumé[2] originaire de la ville de Tlemcen
- Kaak Wahran ou (Kaak d'Oran), pâte briochée, circulaire, saupoudrée d'un peu de sucre concassé et dont la texture "plus moelleuse" ressemble à celle de la mouna (brioche espagnole). Aromatisé à l'anis et au zeste d'orange. Badigeonné au jaune d’œuf avant sa cuisson, ce qui lui donnera une belle texture cuivrée luisante. Originaire de la ville d'Oran.

### Variétés marocaines
- Kâak mesfioui, biscuit parfumé de la ville de Safi
- Ka‘ak rbati, biscuit à la pâte d'amande originaire de Rabat
- Kaak souiri, biscuit parfumé de la ville d'Essaouira
- Kâak oujdi, anneau brioché parfumé aux épices d’anis, de cardamome et de sésame grillé. On le trouve dans les villes d'Oujda, de Berkane et de Taourirt
- El qfafel, biscuit parfumé dans le nord du Maroc

### Variétés tunisiennes
- Kâak anbar
- Kâak louz
- Kâak warka, pâtisserie à la pâte d'amande et d'eau florale (eau de rose, eau d'églantine ou rarement de fleur d'oranger)Plateau de patisseries tunisiennes (kaak warka et kaak amber alternés dans la 1ière colonne à gauche et autres sortes de kaak, dont des en pure pâte de pistache dans la 4ième colonne)

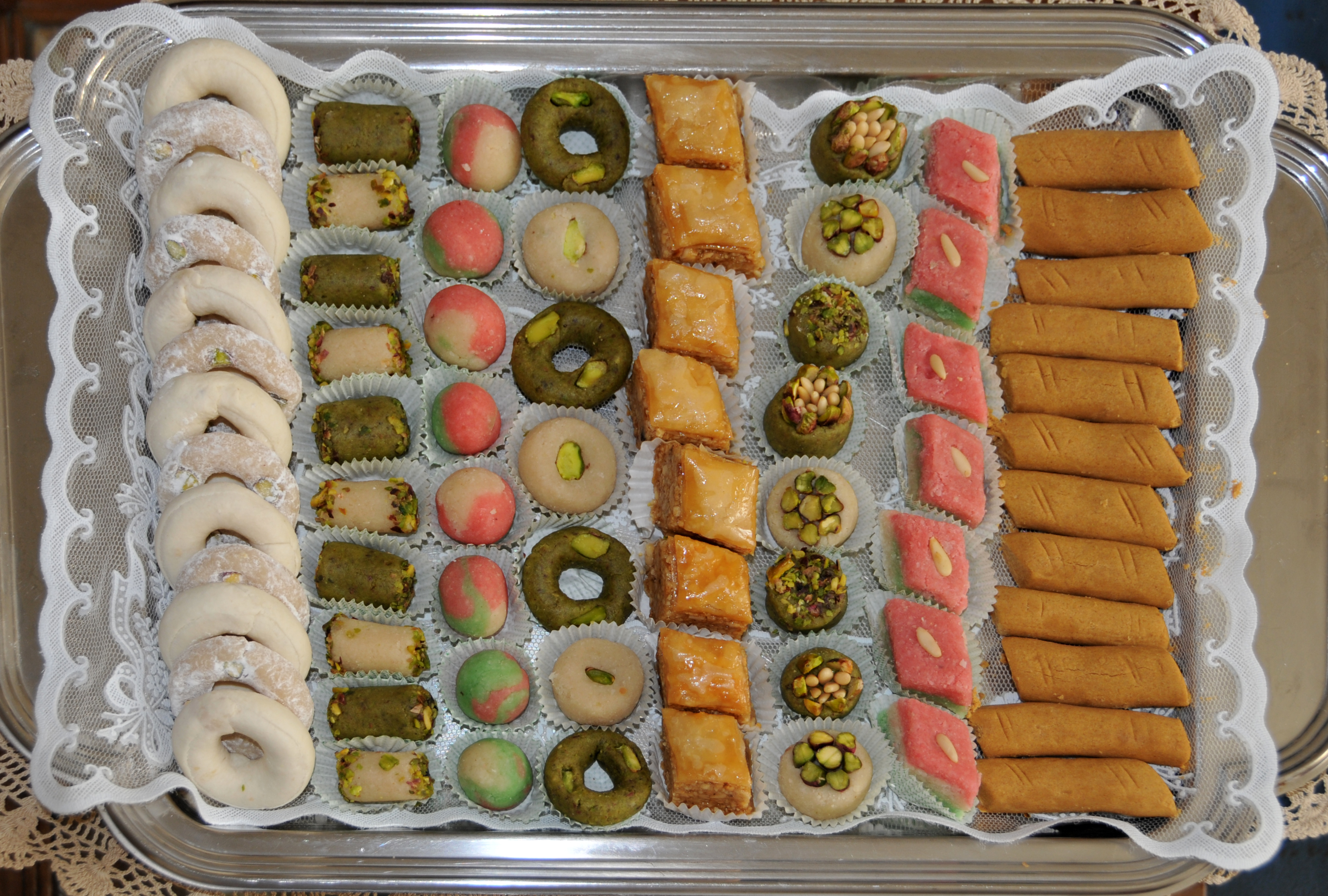
Plateau de patisseries tunisiennes (kaak warka et kaak amber alternés dans la 1^{ière} colonne à gauche et autres sortes de kaak, dont des en pure pâte de pistache dans la 4^{ième} colonne)

#### Expression populaire
À cause de sa forme ronde trouée, le mot kaak désigne de façon familière en arabe tunisien la mauvaise note de zéro par exemple donnée à un élève ou le score d'une équipe incapable de marquer.

## Variétés du Moyen-Orient
Il existe également plusieurs variétés de kâak en Syrie, en Palestine, au Liban et en Égypte.